# Carta del Carnaro
La Carta del Carnaro (detta anche, in latino, Charta Quarnerina) fu la costituzione di stampo sindacalista della Reggenza italiana del Carnaro, scritta dal sindacalista socialista Alceste de Ambris e rielaborata nella forma, ma non nella sostanza dal poeta Gabriele D'Annunzio, e da lui promulgata l'8 settembre 1920 a Fiume durante gli ultimi mesi dell'impresa fiumana. Lo statuto non venne mai applicato e, di fatto, rimasero in vigore le leggi municipali.

## Le premesse: l'impresa di Fiume
Dopo la Prima Guerra Mondiale alcune delle terre definite dai nazionalisti italiani "irredenti" rimasero fuori dallo stato italiano. Istria e Dalmazia furono terreno di scontro diplomatico tra il Regno d'Italia e il neo-costituito Regno dei Serbi, Croati e Sloveni. Il mancato rispetto del Patto di Londra (che non prevedeva però l'assegnazione della città di Fiume all'Italia) e una forte presenza italiana nell'ex città asburgica generarono tra i nazionalisti il mito della cosiddetta vittoria mutilata. L'impresa di Fiume fu il tentativo, capitanato da Gabriele D'Annunzio, di scavalcare la diplomazia e stabilire l'appartenenza allo stato italiano della città. Il poeta-soldato il 12 settembre 1919 sbarcò insieme a 2500 arditi e legionari a Fiume e la occupò militarmente e istituendo la Reggenza italiana del Carnaro.
La Carta fu promulgata, nonostante il parere contrario dei dirigenti locali, mediante un discorso pronunciato da D'Annunzio dal balcone del palazzo del governo. 
Lo statuto prefigurava un modello di società utopistico, attingendo all'Età comunale e al Corporativismo.

## Le istanze
Già nella Premessa vi si affermava la chiara volontà di entrare a far parte integrante dello Stato Italiano e consequenzialmente l'italianità di Fiume e vi si sosteneva un futuro stato rivoluzionario-corporativo. Proprio dalla Carta del Carnaro "dannunziana" anche il regime fascista in seguito prenderà spunto per la propria dottrina politica economica riproposta nella Carta del lavoro del 1927, dove attraverso la politica del corporativismo si voleva istituire un sistema antagonista nei confronti sia della società capitalistica che di quella marxista:
Il Popolo della Libera città di Fiume, in nome delle sue secolari franchigie e dell'inalienabile diritto di autodecisione, riconferma di voler far parte integrante dello Stato Italiano mediante esplicito atto d'annessione; ma poiché l'altrui prepotenza gli vieta per ora il compimento di questa legittima volontà, delibera di darsi una Costituzione per l'ordinamento politico ed amministrativo del territorio (Città, Porto e Distretto) già formante il "corpus separatum" annesso alla corona Asburgica e degli altri territori adriatici che intendono seguirne le sorti.»
La Carta ha contenuti parzialmente riferibili all'interventismo di sinistra, che a Fiume trovava espressione in una frangia di futuristi di sinistra e nel giornale ufficiale Testa di ferro. Il suo direttore, Mario Carli, era (seppur a suo modo) filobolscevico.
Le istituzioni politiche che descrive sono, peraltro, modellate in modo vario sulla democrazia ateniese, sui governi del comune medievale italiano, sulle istituzioni della Repubblica di Venezia e sulla Costituzione elvetica. 
Lo scenario che prospettava era quello di una repubblica direttoriale. Il potere esecutivo sarebbe stato affidato ad un collegio di sette Commissari ("Rettori" nella versione dannunziana), eletti dall'organo legislativo, che avrebbero dovuto rimanere in carica un anno (rappresentare la Repubblica presso gli altri Stati e dirigere il collegio esecutivo come primus inter pares sarebbe stato compito del Commissario/Rettore agli Affari Esteri). Il potere legislativo avrebbe dovuto essere condiviso da due camere, la Camera dei Rappresentanti e il Consiglio Economico (nella versione dannunziana denominate rispettivamente "Consiglio degli Ottimi" e "Consiglio dei Provvisori"). Non ci sarebbe stato tuttavia bicameralismo perfetto, in quanto ognuna di esse sarebbe stata responsabile di materie diverse; su alcune materie importanti si prevedeva tuttavia la partecipazione all'attività legislativa di entrambe le camere, per l'occasione riunite in seduta comune nell'Assemblea Nazionale (denominata anche "Arengo" nella versione dannunziana). In caso di pericolo per la Patria l'Assemblea Nazionale avrebbe potuto eleggere per un periodo di sei mesi un Comandante (figura ispirata al dictator dell'antico Stato romano).
Giuseppe Bottai rievocando la Carta del Carnaro nel 1938 scrisse:
(Giuseppe Bottai nel 1938 in Ordinamento corporativo)

## Il superamento con la Carta del Lavoro (1927)
La Carta ha una matrice che discende dall'interventismo di sinistra del Fascio rivoluzionario d'azione internazionalista, ma soprattutto dal sindacalismo rivoluzionario di Alceste de Ambris, Filippo Corridoni e Vittorio Picelli e che in parte si ritrova nel Manifesto dei Fasci italiani di combattimento. Nello specifico, dal manifesto pubblicato su Il Popolo d'Italia viene estrapolata la parte più legata al sindacalismo rivoluzionario del programma di San Sepolcro (tralasciando la parte imperialistica) e quindi il manifesto pubblicato risulta teoricamente base del fascismo, ma non verrà mai pienamente applicato dal fascismo, per essere poi accantonato dalla cultura ufficiale.
Soltanto il sindacalismo fascista negli anni venti si distaccò in parte dalla cultura ufficiale del Fascismo rifacendo suo il "mito" dell'Impresa di Fiume e della Carta del Carnaro redatta da Alceste de Ambris.
Ma l'atteggiamento più diffuso durante il fascismo fu quello di considerare la Carta del Carnaro come l'espressione più alta e più compiuta di una esperienza ormai conclusa, quindi irripetibile, destinata ad essere superata dalla nuova Carta del Lavoro proposta da Giuseppe Bottai e approvata dal Gran Consiglio Fascista il 21 aprile 1927.
Sostanzialmente dalla Carta del Carnaro furono estratti gli elementi più corporativi mentre furono completamente accantonate le istanze democratico-libertarie.